# Виндјамер
Виндјамер (енгл. Windjammer) је назив за једрењаке већег типа који су развијени у другој половини 19. века. Важили су за наследника клипера, и односу на клипере су били спорији, али су имали већи теретни простор и били су лакши за коришћење, а тиме и економнији. Грађени су од дрвета, али су се временом појавили и делимично метални. Име потиче од енглеског енгл. to jam the wind, притиснути ветар - бродови који се притискују уз ветар или које ветар притиска (надоле). Добрих педесет година били су фактички најбољи бродови на светским морима, све док их нису заменили пароброди проналаском парног строја. Данас виндјамери представљају синомим за велике једрењаке и служе обично као школски једрењаци или за крстарења по морима.
Спорно је да ли је виндјамер представља засебни тип брода или је уопштени назив за категорију великих једрењака за превоз робе и што веће економичности насталих у другој половини 19. века. Тако се на пример у виндјамере рачунају и барки попут немачког Памира или немачко-руског Крузенштерна. По тој дефиницији и бивши југословенски баркантин Јадран могао би да се рачуна у виндјамере.